# 미셀 힉스
미셸 힉스(Michele Hicks, 1973년 6월 4일 ~ )는 미국의 배우, 모델이다.
에식스군에서 태어났다.

## 출연 작품

### 영화
- 트윈 폴스 아이다호 (1999)
- Everything Put Together (2000)
- 멀홀랜드 드라이브 (2001) - 니키 펠라자 역
- Deadly Little Secrets (2002)
- 노스포크 (2003, Northfork)
- What We Do Is Secret (2007)
- Chlorine (2013)
- 2 Bedroom 1 Bath (2014)
- 건즈 포 하이어 (2015, Guns for Hire) - 비틀 역
- 저주의 시작 (2015) - 해나 역

### 텔레비전
- 쉴드: XX 강력반 (2004-08)
- Public Morals (2015)
- 미스터 로봇 (2015)